# 25 cm schwerer Minenwerfer
Il 25 cm schwerer Minenwerfer o 25 cm sMW (in italiano: "lanciamine pesante calibro 25 cm") era un mortaio pesante da trincea o lanciamine (Minenwerfer) di grosso calibro utilizzato dall'Esercito imperiale tedesco durante la prima guerra mondiale.

## Sviluppo
L'arma fu sviluppata per l'utilizzo da parte del genio militare dopo che l'assedio di Port Arthur, durante la guerra russo-giapponese del 1904-1905, aveva dimostrato l'utilità di armi a tiro indiretto nella distruzione di bunker e fortificazioni, immuni alla normale Artiglieria da campagna. Il 25 cm sMW era un mortaio a canna rigata ad avancarica, con freno di sparo idraulico e recuperatore a molla. L'arma sparava granate da 50 o 97 kg, entrambe caricate con molto più esplosivo rispetto alle normali munizioni di artiglieria di pari calibro; infatti la bassa velocità alla volata consentiva l'utilizzo di granate dalle pareti più sottili, lasciando più spazio alla carica di lancio. Inoltre la bassa velocità consentiva anche l'utilizzo di esplosivi come il nitrato di ammonio in sostituzione del TNT, meno sensibile agli shock ma le cui scorte scarseggiavano. Le granate caricate con questo sostituto erano comunque causa di esplosioni premature, rendendo l'utilizzo dei Minenwerfer più pericoloso per i serventi rispetto alle artiglierie normali.

## Utilizzo
Le ruote venivano rimosse e il sMW veniva messo in batteria in una buca o in una trincea profonda almeno 1,5 m, a protezione del mortaio e dei solventi. A dispetto della gittata ridotta, il pezzo si dimostrò potente e le sue pesanti granate, in termini di capacità di penetrazione delle fortificazioni, si rivelarono quasi altrettanto efficaci dei più potenti cannoni d'assedio in servizio con l'Esercito imperiale, inclusa la Grande Berta da 420 mm di calibro, pesante oltre 50 volte di più del mortaio. D'altronde il valore del sMW è indicato chiaramente dai numeri in servizio, dai 44 dello scoppio della guerra ai 1.234 alla fine del conflitto.
Nel 1916 venne messa in produzione una versione con canna allungata. Il nuovo modello, con gittata maggiorata, venne denominato 25 cm schwerer Minenwerfer neuer Art ("nuovo modello"), abbreviato in 25 cm sMW n/A. La versione precedente con canna più corta venne quindi ridenominata alter/Art o a/A, "vecchio modello".